# 멜 노박
멜 노백(Mel Novak, 1934년 6월 16일 ~ 2025년 4월 9일)은 미국의 배우이다.

## 영화
- 이터널 코드 (2019년) - 미스터 포메로이 역
- 에어포스 (2001년)
- 미래 전쟁 (1997년)
- 문베이스 (1997년)
- 다이렉트 히트 (1994년)
- 엑스퍼트 웨폰 (1993년)
- 분노의 아메리칸 킥복서 (1991년)
- 천상의 검 (1985년)
- 5인의 고수 (1981년)
- 톰 혼 (1980년)
- 사망유희 (1978년) - 스틱 역
- 최후의 용사 (1975년)